# Машковский, Кароль
Кароль Машковский (пол. Karol Maszkowski; 15 января 1831, Дубно — 2 сентября 1886, Львов) — польский математик, ректор Львовской технической академии (1875—1876), профессор.

## Биография
Родился в семье известного польского художника Яна Машковского. Брат художника Марцеля Машковского и музыканта Рафала Людвика Машковского.
Принимал участие в польском восстании в январе 1863 года.
В 1870 году — ассистент отдела начертательной геометрии, затем руководитель кафедры, с 1876 — профессор, с 1875 по 1876 год — ректор Политехники.
Плодотворно занимался вопросами перспективы и проблемами проекционной геометрии.
Профессор Машковский уделял большое внимание общественной работе, в частности, он был одним из инициаторов создания Педагогического общества во Львове и редактором его печатного органа «Школа».
Кароль Машковский — автор учебника «Wykreślna geometrya.Lwów, 1881.» (Начертательная геометрия), а также учебников для средних школ, которые издавались в Львове.
Был одним из основателей Общества дипломированных техников, с 1878 — Политехнического общества.
Сын — Машковский Кароль (Зиндрам) (1868—1938) — польский художник-витражист, дизайнер, сценограф, педагог.